# Westbeach Recorders
Westbeach Recorders was een opnamestudio in Hollywood, Californië dat bekend stond voor het opnemen van albums voor voornamelijk punkbands, waaronder Bad Religion, NOFX, Rancid, The Offspring en Pennywise. Het werd opgericht in 1985 door Bad Religion-gitarist Brett Gurewitz in Culver City, Californië na zijn opleiding als geluidstechnicus voltooid te hebben. In februari 1987 verhuisde hij samen met het bedrijf naar Hollywood, Californië. Hij verhuisde voor de laatste keer in 1988 naar de voormalige locatie van de opnamestudio van Seymour Heller, wat toen nog Producer's Workshop heette. In deze studio werd ook de platenmaatschappij Epitaph Records opgericht, het label van Gurewitz. Westbeach Recorders werd opgeheven op 12 mei 2010.

## Bands en artiesten
Een lijst van bands en artiesten die albums in deze opnamestudio hebben opgenomen.
| - Avenged Sevenfold - Bad Religion - Bigwig - blink-182 - Gutfiddle - Creedle - Corrupted Ideals - Dag Nasty - Drive Like Jehu - Face to Face - Guttermouth - Jughead's Revenge - Lagwagon - Less Than Jake - L7 - The Melvins - Millencolin - Miriamplace - Monsterbazz | - MxPx - NOFX - The Offspring - Outer Circle - Parley - Pennywise - Pezz - Propagandhi - Rancid - Rocket from the Crypt - Rx Bandits - Scratch Bongowax - Shrinebuilder - Strung Out - Sublime - Ten Foot Pole - Union 13 - Voodoo Glow Skulls - Walk Proud |